# Larinia wenshanensis
Larinia wenshanensis är en spindelart som beskrevs av Yin och Yan 1994. Larinia wenshanensis ingår i släktet Larinia och familjen hjulspindlar. Inga underarter finns listade i Catalogue of Life.